# Wilhelm Heinrich Schlesinger

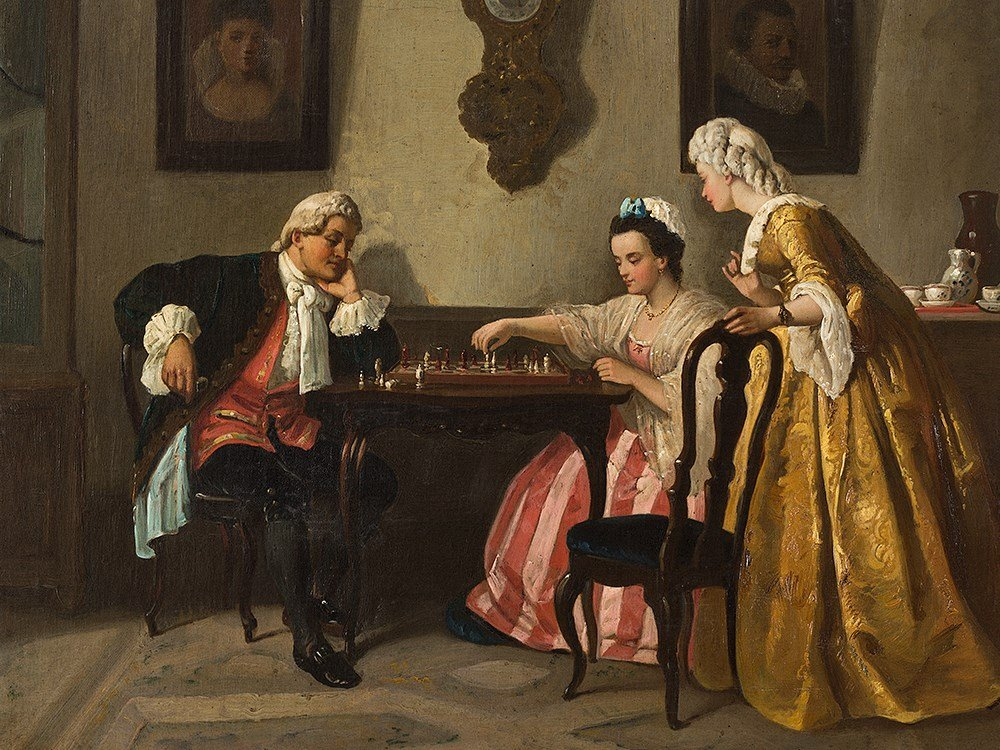
Schackspelare.

Wilhelm Heinrich (eller Henri-Guillaume) Schlesinger, född den 6 augusti 1814 i Frankfurt am Main, död den 21 februari 1893 i Neuilly-sur-Seine, var en tyskfödd fransk genremålare.
Schlesinger ägnade sig först åt måleriet på akademien i Wien och bosatte sig sedan i Paris, där han helt och hållet i fransk riktning idkade den historiska genren och porträttet. "Hans förtjusande flick- och qvinnogestalter äro af en briljant teknik, ofta med en anstrykning af humor och ett visst koketteri", heter det i Europas konstnärer. Bland hans många tavlor bör nämnas från de sista årtiondena i hans liv: Förspilld möda (1863), Madonnafesten, De fem sinnena (köpt av kejsar Napoleon III), Lektyren (1866), Det bortrövade barnet, Ensam i ateljén (1868), De goda vännerna, Den oskickliga (1873), Duvslaget och Dubbelarresten (1880).